# 大和重工
大和重工株式会社（だいわじゅうこう）は、広島県広島市安佐北区可部に本社をおく鋳造メーカー。

## 概要
1831年（天保2年）創業。創業地の可部は鋳物産業（可部鋳物）が盛んで、戦前には日本国内の8割の五右衛門風呂を製造していた。
大和重工は、明治初期より五右衛門風呂の製造を開始、現在でも吉田工場で製造している。日本国内では唯一、五右衛門風呂の製造を継続しており、最盛期で月間1万本製造し、2012年時点でも月間50本製造している。
五右衛門風呂の技術を活かし、日本国内での鋳物ホーローバスのシェアはトップになっている。

## 事業内容
- 産業機械関連機器
  - 工作機械周辺機器及び機械物部品
  - ディーゼルエンジン鋳物部品
  - 機械加工
- 住宅関連機器
  - 鋳物ホーロー浴槽
  - ユニットバス
  - マンホール鉄ふた
  - 景観製品
  - 化成品
  - その他日用品鋳物

## 事業所
- 本社・工場・広島営業所（広島県広島市安佐北区）
- 吉田工場（広島県安芸高田市吉田町）
- 東京営業所
- 大阪営業所
- 福岡営業所

## 沿革
- 1831年（天保2年） - 瀬良嘉助が創業[2]。
- 1920年（大正9年）3月7日 - 瀬良嘉一が、事業拡張のため、従来の個人経営を改め広島市広瀬町に瀬良商工株式会社を創立[2]。その時を企業の設立としている[11]。
- 1926年（大正15年）6月 - 本社を広島市広瀬町より現住所に移転[2]。
- 1926年（大正15年）11月 - 住野鋳造所を吸収合併[2]。
- 1939年（昭和14年）11月 - 大和（やまと）重工株式会社へ改称[2]。
- 1944年（昭和19年）7月 - 株式会社観音鋳造所を吸収合併、大和（やまと）重工業株式会社と改称[2]。
- 1945年（昭和20年）9月 - 大和産業株式会社と改称[2]。
- 1950年（昭和25年）8月 - 大和（だいわ）商事株式会社を吸収。大和（ダイワ）重工株式会社と改称（現社名）[2]。
- 1961年（昭和36年）11月 - 株式を東京証券取引所市場第2部及び広島証券取引所に上場。
- 2024年（令和6年）12月 - 株式会社Tコーポレーションによる株式公開買付けが成立[12]。
- 2025年（令和7年）3月 - 東京証券取引所スタンダード市場上場廃止。株式併合により株主が株式会社Tコーポレーション、広島運輸株式会社、田中宏典のみとなる[1]。